# Międzynarodowy Festiwal Wratislavia Cantans
Międzynarodowy Festiwal Oratoryjno-Kantatowy Wratislavia Cantans im. Andrzeja Markowskiego – festiwal muzyczny odbywający się co roku we wrześniu we Wrocławiu oraz na Dolnym Śląsku, którego organizatorem jest Narodowe Forum Muzyki im. Witolda Lutosławskiego we Wrocławiu.
Nazwa „Wratislavia Cantans” oznacza po łacinie „Wrocław Śpiewający”. Wydarzenie od początku skupia się przede wszystkim na prezentowaniu piękna ludzkiego głosu. Koncerty co roku przyciągają tysiące melomanów do sal Narodowego Forum Muzyki oraz zabytkowych wnętrz Wrocławia i kilkunastu miast Dolnego Śląska. W ostatnich latach na festiwalu gościli m.in. Philippe Herreweghe, sir John Eliot Gardiner, Zubin Mehta, Cecilia Bartoli, Julija Leżniewa, Philippe Jaroussky, Mariusz Kwiecień, Jordi Savall, Marcel Pérès oraz takie zespoły, jak: Israel Philharmonic Orchestra, Collegium Vocale Gent, Akademie für Alte Musik Berlin, Monteverdi Choir, Gabrieli Consort & Players, Il Giardino Armonico, The Swingle Singers czy English Baroque Soloists.
W latach 2008–2024 roku dyrektorem generalnym festiwalu był Andrzej Kosendiak, a w latach 2013–2024 dyrektora artystycznego pełnił wybitny włoski dyrygent i instrumentalista Giovanni Antonini. Od 2024 roku A. Kosendiak pełni rolę dyrektora artystycznego.
Miejsca koncertów:
Wydarzenia festiwalu od początku odbywają się w zabytkowych wnętrzach Wrocławia, takich jak świątynie: bazylika św. Elżbiety, katedra św. Marii Magdaleny, archikatedra św. Jana Chrzciciela, kościół uniwersytecki pw. Najświętszego Imienia Jezus, ewangelicko-augsburski kościół Opatrzności Bożej, kolegiata Świętego Krzyża i św. Bartłomieja, Synagoga pod Białym Bocianem, a także Ratusz i sale uniwersyteckie (Aula Leopoldina, Oratorium Marianum). W przeszłości miejscami koncertów były także Sala Koncertowa Radia Wrocław oraz sala dawnej Filharmonii Wrocławskiej.
Poza Wrocławiem koncerty odbywają się w miastach Dolnego Śląska i Wielkopolski, dotąd były to m.in.: Bardo, Bielawa, Bolesławiec, Brzeg, Dzierżoniów, Głogów, Jelcz-Laskowice, Jelenia Góra, Kalisz, Kamieniec Ząbkowicki, Kłodzko, Krotoszyn, Krzeszów, Legnica, Lubiąż, Lubomierz, Milicz, Oleśnica, Oława, Polkowice, Prochowice, Strzegom, Szczawno-Zdrój, Syców, Środa Śląska, Świdnica, Trzebnica, Wałbrzych, Zgorzelec i Żmigród.
Plakaty festiwalowe:
Twórcami plakatów festiwalowych byli znani polscy artyści, tacy jak m.in.: Rafał Olbiński, Eugeniusz Get-Stankiewicz, Lech Majewski i Michał Batory.
Przynależność do organizacji międzynarodowych:
W 1978 roku festiwal Wratislavia Cantans stał się członkiem European Festivals Association (EFA), co oficjalnie nadało wydarzeniu rangę międzynarodową (choć praktycznie niemal od początku festiwal gościł artystów zagranicznych). W 1998 roku festiwal dołączył do International Society for the Performing Arts (ISPA). Festiwal należy także do Music Masters on Air (MusMA). W latach 2015–2019 Wratislavia Cantans została wyróżniona Europe for Festivals, Festivals for Europe Label (EFFE Label).
Historia festiwalu:
Wratislavia Cantans została powołana do życia w 1966 roku jako festiwal oratoryjno-kantatowy przez Andrzeja Markowskiego, kompozytora i dyrygenta, od roku 1965 dyrektora Filharmonii Wrocławskiej, która to instytucja była organizatorem tego wydarzenia. Andrzej Markowski pełnił funkcję dyrektora festiwalu przez jedenaście lat. Od 1978 do 1996 roku kierownictwo sprawował Tadeusz Strugała, który dodał do festiwalu nowe elementy: muzykę etniczną i muzykę różnych religii, wystawy towarzyszące koncertom, projekcje filmów o tematyce muzycznej, turnieje kontratenorów na Zamku Piastów Śląskich w Brzegu, prowadzone przez wybitnych naukowców akademie festiwalowe, a także sesje naukowe oraz kurs interpretacji muzyki oratoryjnej. Od 1991 roku głównym organizatorem festiwalu był Ośrodek Kultury i Sztuki we Wrocławiu. W latach 1995–1998 festiwal nosił podtytuł „Muzyka i sztuki piękne”. W 1996 roku organizatorem festiwalu został Państwowa Instytucja Kultury „Wratislavia Cantans” Międzynarodowy Festiwal Muzyka i Sztuki Piękne, a kierownictwo festiwalu zostało podzielone pomiędzy dwie osoby: dyrektora generalnego i dyrektora artystycznego. Dyrektorem generalnym została Lidia Geringer de Oedenberg, a dyrektorami artystycznymi za jej kadencji byli: od 1997 roku Ewa Michnik, od 2002 roku Mariusz Smolij, a od 2004 roku Jan Latham Koenig. Lidia Geringer de Oedenberg zainicjowała współpracę z wieloma dolnośląskimi miastami, aby organizować koncerty festiwalowe poza Wrocławiem. W 2005 roku dyrektorem generalnym festiwalu został Andrzej Kosendiak, a dyrektorem artystycznym Paul McCreesh. W 2014 roku instytucje Międzynarodowy Festiwal Wratislavia Cantans oraz Filharmonia Wrocławska im. Witolda Lutosławskiego zostały połączone w jedną instytucję kultury Narodowe Forum Muzyki im. Witolda Lutosławskiego, które od tego momentu jest organizatorem festiwalu. Od 2013 roku dyrektorem artystycznym Wratislavii jest Giovanni Antonini, włoski instrumentalista i dyrygent, twórca i szef orkiestry barokowej Il Giardino Armonico. Pod jego kierownictwem odbyły się dotąd następujące edycje festiwalu: „Podróż do Włoch” (2013), „Z ciemności w światło” (2014), „Niech żyje Wratislavia” (2015; jubileuszowa 50. edycja), „Recitar Cantando” (2017) oraz „Wyzwolenie” (2018). W 2019 roku festiwal odbywa się pod hasłem „Południe”.